# La Sainte Famille (film, 2019)
 (août 2019).
Si vous disposez d'ouvrages ou d'articles de référence ou si vous connaissez des sites web de qualité traitant du thème abordé ici, merci de compléter l'article en donnant les références utiles à sa vérifiabilité et en les liant à la section « Notes et références ».
Pour les articles homonymes, voir Sainte-Famille.
Ne doit pas être confondu avec La Sainte Famille (film, 1973).
Pour plus de détails, voir Fiche technique et Distribution.
La Sainte Famille est un film français réalisé par Louis-Do de Lencquesaing, sorti en 2019. C'est le deuxième long-métrage réalisé par Louis-Do de Lencquesaing, après Au galop (2010).

## Synopsis
Fils, petit-fils, frère, cousin, époux, amant et père, Jean affronte divers épisodes : le déménagement et la mort de sa grand-mère, les exigences de sa mère, la grossesse inattendue de sa femme, le désarroi sentimental de son frère…

## Fiche technique
- Titre : La Sainte Famille
- Réalisation : Louis-Do de Lencquesaing
- Premier assistant réalisateur : Nicolas Sobaust
- Scénario : Louis-Do de Lencquesaing et Jérôme Beaujour
- Montage : Marion Monnier et Lila Desiles
- Musique : Romain Allender et Alexandre Tanguy
- Directeur de la photographie : Jean-René Duveau
- Décors : William Mordos
- Son : Vincent Vatoux
- Montage son : Lucien Richardson
- Producteurs : Gaëlle Bayssière et Didier Creste
- Directeur de production : Arnaud Touraine
- Société de production : Everybody on Deck / Coproduction : Anaphi Invest, Yascore
- Société de distribution : Pyramide Distribution
- Dates de tournage : octobre-novembre 2018 à Saint-Ouen, Paris et Janvry
- Pays :  France
- Genre : Comédie dramatique
- Langue : français
- Durée : 90 minutes
- Dates de sortie : 
  - Suisse : 9 août 2019 (sélection officielle au Festival international du film de Locarno)
  - France : 25 décembre 2019

## Distribution
- Louis-Do de Lencquesaing : Jean, un anthropologue réputé qui devient ministre de la Famille
- Marthe Keller : la mère de Jean
- Thierry Godard : Hervé, le frère de Jean
- Laura Smet : Marie-Laure, la cousine de Jean
- Brigitte Auber : Bonne, la grand-mère de Jean
- Léa Drucker : Marie, la femme toujours absente de Jean
- Yves-Noël Genod : Iggy
- Olivier Perrier : l'abbé Henri
- Inna Modja : Christine Ndongo, la femme qui conseille Jean dans ses nouvelles fonctions
- Manuel Le Lièvre : Gérald, le chauffeur
- Billie Blain : Léonore, la fille de Marie
- Manali Blain : Zoé, la fille cadette, fille de Marie et de Jean
- Henri Garcin : Marceau, le régisseur
- Sébastien Pruneta : Xavier
- Stéphanie Bataille : Françoise
- Alexandra d'Herouville : Corinne
- Sarah Horoks : Stéphanie Agopian
- Pamina de Hautecloque : l'assistante du ministre
- Laura Favali : la protographe
- Gilles Gaston-Dreyfus : Philippe Verdier